# Next Friday
El próximo viernes (Next friday, en inglés) es una comedia estadounidense del año 2000 dirigida por Steve Carr, secuela de Todo en un viernes (1995).

## Sinopsis
Debo ha escapado de la prisión y está buscando vengarse de lo que le hizo Craig. El padre de Craig, Willie, decide llevar a su hijo a Rancho Cucamonga, para protegerse del vengativo bravucón. En ese lugar, en un barrio caro en los suburbios, reside su tío Elroy con su mujer y su hijo Day-Day, después de haber ganado la lotería. Una vez allí, Craig y Day-Day sufren una serie de desaventuras que hacen ver a las de la primera parte más amenas.

## Reparto
- Ice Cube como Craig Jones.
- Mike Epps como Daymond "Day-Day" Jones.
- John Witherspoon como el señor Willie Jones.
- Don "D.C." Curry como tío Elroy Jones.
- Tommy Lister Jr. como Deebo.
- Justin Pierce como Roach.
- Jacob Vargas como Joker.
- Lisa Rodríguez como Karla.
- Tamala Jones como DeWana.
- Clifton Powell como Pinky.
- Kym Whitley como Tía Suga.
- Sticky Fingaz como Tyrone.
- Lobo Sebastian como Lil' Joker.
- Rolando Molina como Baby Joker.
- Amy Hill como Mrs. Ho-Kym
- Robin Allen como Baby D.
- Michael Blackson como cliente africano enfadado.
- Nicole Lydy como Ashley Nicole.[2]